# Mélia (mythologie)
Pour les articles homonymes, voir Mélia.
Mélia est une Océanide de la mythologie grecque, fille d'Océan et de Téthys. 

## Famille

### Ascendance
Ses parents sont les titans Océan et Téthys. Elle est l'une de leur multiples filles, les Océanides, généralement au nombre de trois mille, et a pour frères les Dieux-fleuve, eux aussi au nombre de trois mille. Ouranos (le Flot) et Gaïa (la Terre) sont ses grands-parents tant paternels que maternels.

### Descendance
Avec son frère le dieu-fleuve Inachos, elle a eu deux enfants : Io et Mycène, auquel est ajouté parfois Argos Panoptès. 
Une lignée prestigieuse descendant des deux dieux commence lorsque Io s'unit avec Zeus, engendrant un fils dénommé Épaphos. Ce dernier devient roi d'Égypte et épouse Memphis, fille du Nil. La fille née de cette union, Libye, aura elle-même avec Poséidon un fils nommé Agénor.